# 캐논 EF 24-70mm 렌즈

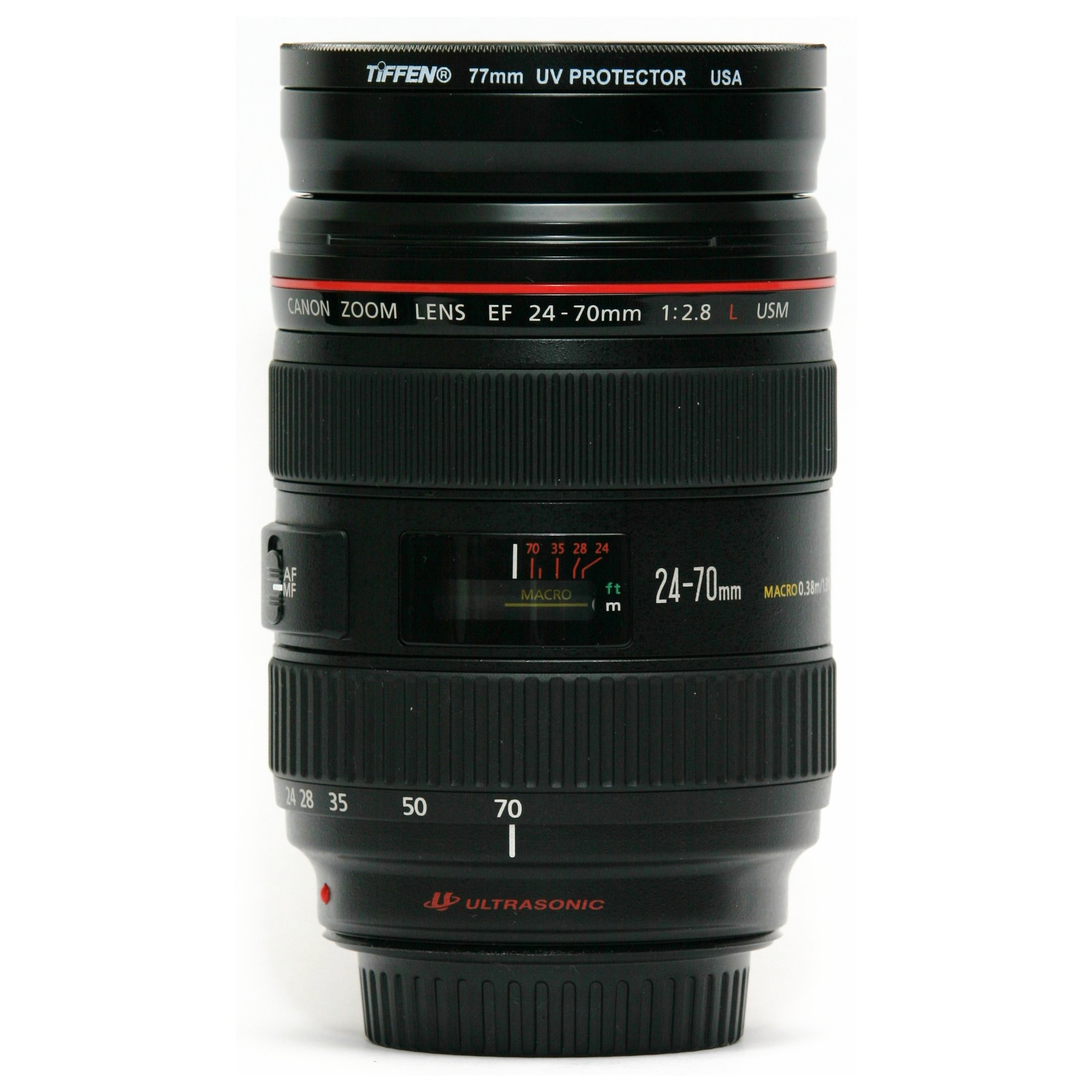
캐논 EF 24-70mm f/2.8L 렌즈

캐논 EF 24-70mm 렌즈는 캐논에서 생산한 초점거리 24-70mm의 EF 마운트 표준 줌렌즈를 말한다. 조리개의 최대 개방값은 2.8이다. 흔히 ‘계륵렌즈’라 부르며 위의 사진은 ‘구계륵렌즈’의 사진이다.
종류
- EF 28-70mm f2.8 L USM-(구구)계륵
- EF 24-70mm f2.8 L USM-(구)계륵
- EF 24-70mm f2.8 L USM II-신계륵
- EF 24-70mm f4 L IS USM-형아계륵

•’형아계륵’이라 칭하는 렌즈는 ‘계륵렌즈’군에서 유일하게 ‘손떨림방지’기능이 들어간 렌즈이며 f2.8의 ‘계륵렌즈’보다 거래가격도 저렴하다.

## 같이 보기
- 캐논 EF 24-105mm 렌즈
- 캐논 EF 마운트
- 캐논 EF-S 마운트

## 갤러리

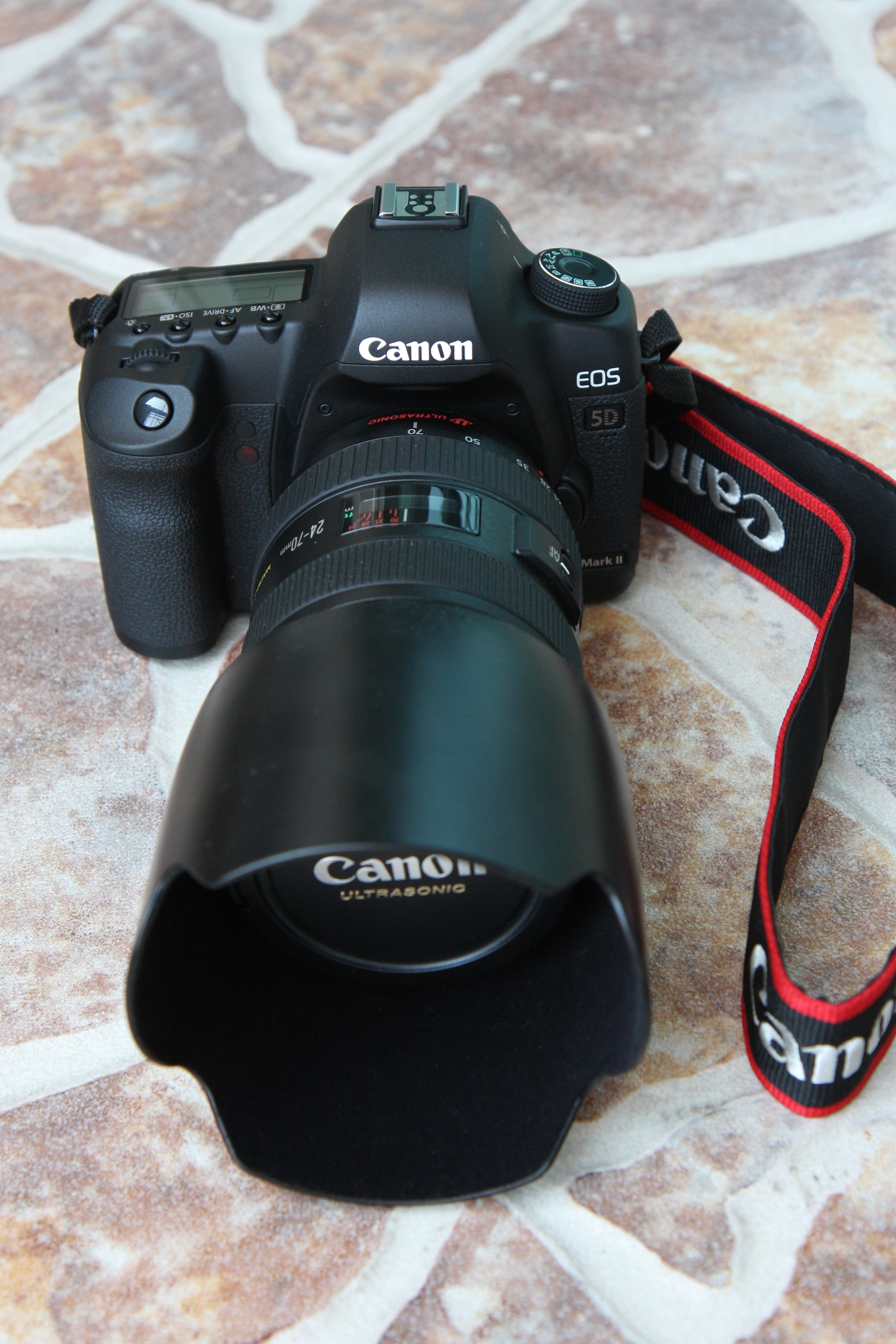
캐논 EOS 5D Mark II에 마운트된 EF 24-70 f2.8L
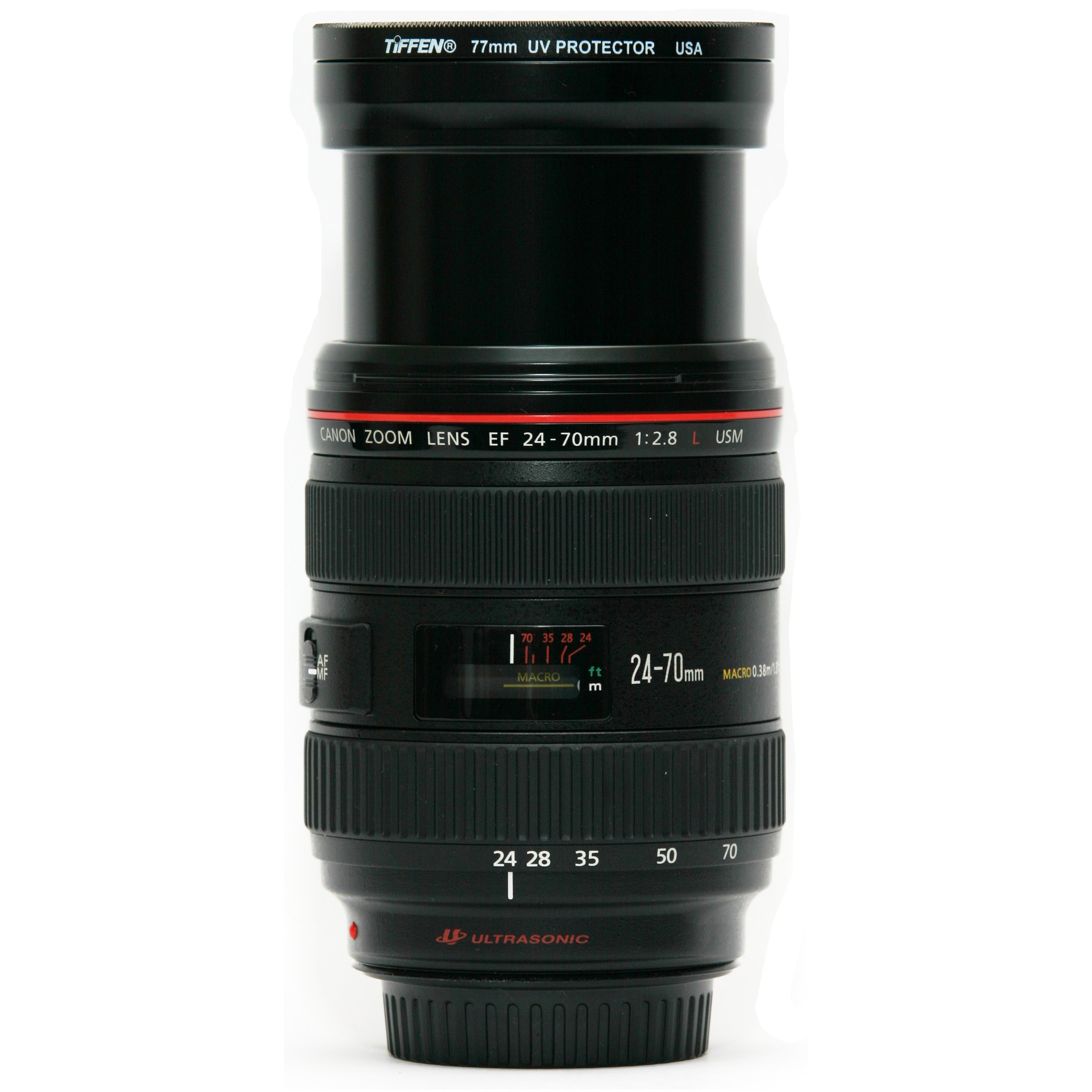
초점거리 24 mm
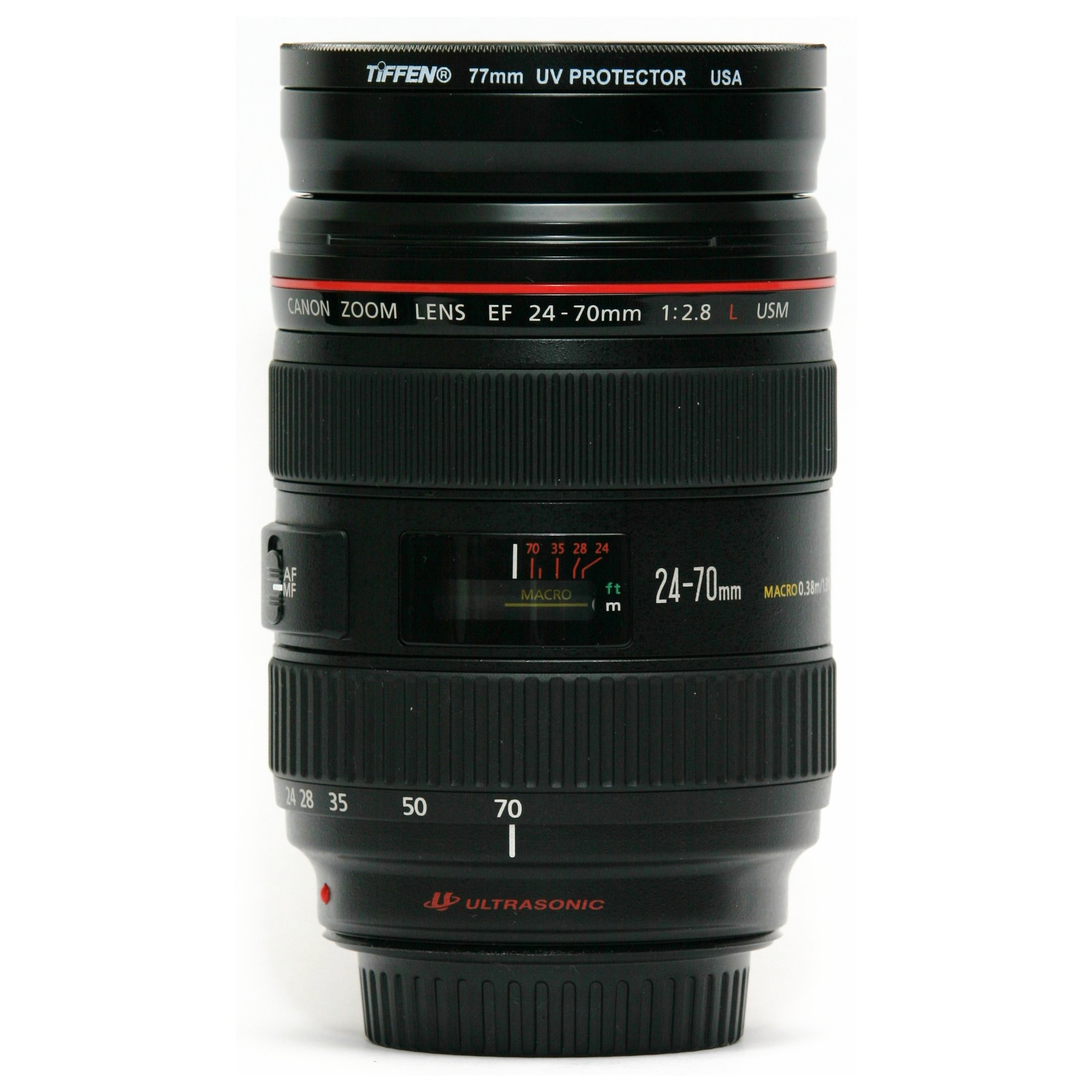
초점거리 70 mm